# Изабелла Шотландская (герцогиня Бретани)
Изабелла Шотландская или Изабелла Стюарт (Изабель; осень 1426 года — 13 октября 1494/5 марта 1499) — шотландская принцесса, в браке с Франциском I — герцогиня Бретани.

## Жизнь
Изабелла была красивее своей старшей сестры Маргариты, которая вышла замуж за дофина Франции. Герцог Бретани Жан VI предлагал её руги и сердце и отправил послов в Шотландию, чтобы те описали ему её. Они сообщили, что «она была красива, прямолинейна и грациозна, но в то же время казалась простой». Герцог ответил: «Друзья мои, вернитесь в Шотландию и привезите её сюда, она — всё, чего я хочу, и я не женюсь ни на ком другом; умные женщины приносят больше вреда, чем пользы». Брачный договор был подписан 19 июля 1441 года и одобрен 29 сентября того же года, но герцог умер 29 августа 1442 года, прежде чем официально повенчаться в церкви.
30 октября 1442 года в Шато д’Оре в Бретани Изабелла вышла замуж за старшего сына своего покойного жениха, нового герцога Бретани Франциска I. Празднества продолжались восемь дней в Ренне.
После смерти своей сестры Маргариты в 1445 году Изабелла сочинила иллюминированный молитвослов Livre d'Isabeau d'Escosse, который сохранился до наших дней. Как и её отец, она имела репутацию поэтессы.
После смерти её мужа в 1450 году рассматривалась возможность брака Изабеллы с Карлом Вианским, наследником спорного королевства Наварра, но браку не суждено было состояться из-за неодобрения короля Франции Карла VII. Её брат Жан II приложил все усилия, чтобы убедить её вернуться в Шотландию, где он надеялся устроить для неё второй брак. Однако Изабелла отказалась, заявив, что она счастлива и любима в Бретани, и в любом случае была слишком слаба, чтобы путешествовать, и пожаловалась, что её брат так никогда и не выплатил ей приданое. Изабелла умерла примерно в 1494—1499 годах, что говорит о том, что её жалобы на плохое здоровье за 40 лет до этого были сильно преувеличены.

## Дети
У Изабеллы и Франциска было две дочери:
- Маргарита Бретонская (1443—1469), супруга герцога Бретани Франциска II.
- Мария Бретонская (1444—1506), супруга виконта де Роган Жана II.

## Галерея

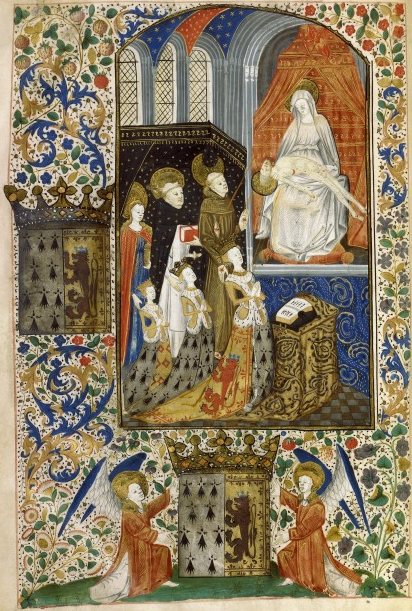
Молитва Изабеллы Шотландской и её дочерей, Маргариты и Марии. Миниатюра из манускрипта XV в.
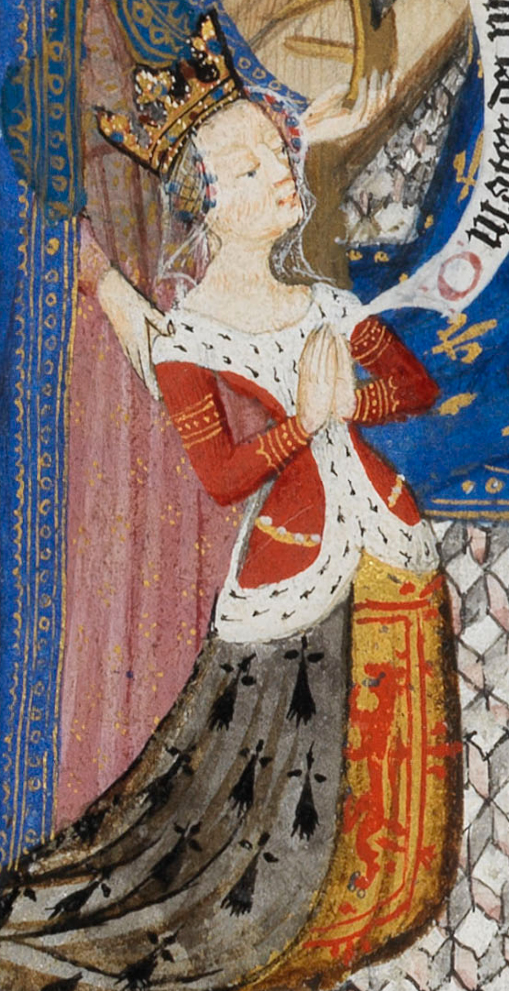
Изабелла Шотландская. Деталь миниатюры из манускрипта.